# Gheorghe Sin
Gheorghe Sin (n. 11 iunie 1942, Piatra, România – d. 29 iulie 2021) a fost un agronom român, membru corespondent al Academiei Române (din 2006).

## Biografie
Gheorghe Sin s-a născut la 11 iunie 1942 în comuna Piatra, județul Teleorman, într-o familie de țărani. A urmat școala elementară în satul natal (până în 1956), apoi a fost admis la Liceul „Sf. Sava” din București, una dintre cele mai prestigioase școli din România. Între 1960 și 1965, a studiat la Facultatea de Agricultură a Institutului Agronomic „N. Bălcescu” din București (actualmente Universitatea de Științe Agronomice și Medicină Veterinară), absolvind ca unul dintre studenții eminenți ai generației sale. 
A obținut doctoratul în agronomie în 1972 la același institut, cu teza „Cercetări privind relațiile dintre rotația culturilor, regimul hidric din sol, starea fitosanitară și producțiile florii-soarelui și sfeclei de zahăr”, sub îndrumarea academicianului Irimie Staicu. A efectuat stagii de specializare în agrotehnică și fizica solului în URSS (1972), la Centrul Federal de Cercetări Agricole din Braunschweig, Germania (1973–1974), și la Universitatea „Justus von Liebig” din Giessen, Germania (1979). A realizat vizite de documentare în 13 țări, inclusiv SUA, Anglia, Franța și Canada, și a beneficiat de cunoașterea limbilor engleză, germană, rusă și franceză. 

## Activitate științifică
Gheorghe Sin a fost cercetător științific la Institutul de Cercetări pentru Cereale și Plante Tehnice Fundulea (ICCPT Fundulea) din 1965, parcurgând toate gradele profesionale până la cercetător științific principal gradul I (1990). A efectuat studii asupra:
- Influenței rotației culturilor asupra producției, fertilității solului și combaterii buruienilor, bolilor și dăunătorilor.
- Elaborării metodelor noi de lucrare a solului, inclusiv lucrări minime.
- Perfecționării tehnologiei de semănat.
- Evoluției însușirilor fizice, chimice și biologice ale solului sub influența agrotehnicii.
- Perfecționării sistemelor de mașini agricole. [2]

### Contribuții științifice
- A inițiat cercetări staționare de lungă durată în România, inspirate de modelul Rothamsted (Anglia), analizând relațiile dintre rotația culturilor, îmburuienare și fertilitatea solului. Aceste studii au condus la măsuri de combatere integrată a buruienilor, reducând dozele de erbicide. [2]
- A stabilit relații între fertilizarea cu azot, rotația culturilor și producția la grâu, porumb, floarea-soarelui, soia și sfeclă de zahăr, elaborând variante de asolamente optimizate pentru condițiile ecologice din România. [2]
- A cercetat lucrările minime ale solului, evidențiind reducerea consumului energetic (15–20%) și a costurilor de producție (5–12%). [2]
- A optimizat tehnologia de semănat, stabilind densitatea, epoca și adâncimea optime pentru noile soiuri de grâu, porumb și floarea-soarelui. [2]
- A studiat compactarea solului și efectele lucrărilor mecanice, propunând măsuri pentru reducerea impactului asupra producției. [2]
- A contribuit la cercetări sub egida Agenției Internaționale de Energie Atomică (1984), utilizând izotopi pentru valorificarea apei și îngrășămintelor în zone semiaride. [2]

A publicat 146 de lucrări științifice (46 în reviste străine), 71 de articole de popularizare, 29 de cărți și monografii, și a obținut două brevete de invenție. Rezultatele sale au fost aplicate în cooperativele agricole și IAS-urile din România socialistă, contribuind la modernizarea agriculturii. 

## Activitate didactică
Deși activitatea sa principală a fost cercetarea, Gheorghe Sin a contribuit la formarea specialiștilor agricoli prin:
- Prelegeri la Institutul Agronomic București (1980–1990, cadru didactic asociat).
- Cursuri și lucrări practice de Tehnică experimentală agricolă la Universitatea Ecologică București (1991–1992).
- Cursul „Asistență și consultanță agricolă” la Universitatea de Științe Agronomice și Medicină Veterinară București (ultimii 15 ani), axat pe comunicarea rezultatelor cercetării către fermieri. [2]
- Cursuri de pregătire profesională pentru personalul din ferme agricole (1300 ore), susținute inclusiv prin televiziune, radio și presă. [2]

A publicat peste 1000 de pagini de materiale de popularizare, promovând transferul de cunoștințe către practicieni. A colaborat cu servicii de consultanță agricolă din Anglia, Israel și Austria și a susținut cursuri în Iran (1978, agrometeorologie), Ucraina (1983, tehnologii pentru porumb și soia) și Cipru (1987, cultura florii-soarelui). 

## Activitate managerială
Gheorghe Sin a deținut funcții de conducere, influențând cercetarea agricolă românească:
- Șef al colectivului de cercetare pentru Asolamente (1970–1983).
- Șef al Laboratorului de Agrotehnică și Mecanizare, ICCPT Fundulea (1983–1989).
- Secretar științific al ICCPT Fundulea (1983–1987) și al Academiei de Științe Agricole și Silvice (ASAS) (1987–1990, 2002–2006).
- Director al Direcției de Cercetare, Învățământ, Consultanță și Propagandă Agricolă din Ministerul Agriculturii și Alimentației (1993–1997).
- Director general al ICCPT Fundulea (1998–2000).
- Secretar de stat la Ministerul Agriculturii (2001–2002).
- Președinte al ASAS (2009–2017). [2][3]

A coordonat programe naționale de cercetare, sesiuni științifice și cursuri pentru tineri cercetători, reprezentând ASAS în relații cu autoritățile. 

## Brevete de invenție
- Brevetul nr. 109797/1995, Metodă de cultivare, în asolament, a plantelor de câmp, cu lucrări reduse ale solului.
- Brevet necunoscut (menționat în sursă, fără detalii). [2]

## Cărți publicate
- Rotația culturilor de câmp (cu C. Pintilie), Editura Ceres, 1974
- Metode agrotehnice în cultura plantelor, Editura Ceres, 1980
- Densitatea optimă a plantelor agricole, Editura Ceres, 1981
- Grâul – monografie (cu colectiv), Editura Academiei Române, București, 1986
- Soia – monografie (cu N. Giosan, I. Nicolae), Editura Academiei Române, București, 1986
- Calitatea lucrărilor agricole executate mecanizat (vol. I, cu Dragoș Toma), Editura Ceres, 1987
- Cultura florii-soarelui (cu Cr. Hera), Editura Ceres, București, 1989
- Calitatea lucrărilor agricole executate mecanizat (vol. II, cu Dragoș Toma, V. Thierer), Editura Ceres, 1993
- Îngrășăminte simple și complexe foliare - tehnologii de utilizare și eficiență economică (cu Z. Borlan și colectiv), Editura Ceres, 1995
- Agrotehnică (curs), Universitatea Deschisă, Fermierul, 1995
- Tehnologii cadru pentru cultura plantelor de câmp (cu colectiv), MAA-ASAS, București, 1996
- Cartea fermierului agricol, Editura Agriș, București, 1999
- Agricultura durabilă performantă (cu colectiv), Editura Agriș, București, 1999
- Tehnologii moderne pentru cultura plantelor de câmp, Editura Ceres, București, 2000
- Îndrumător pentru cultura plantelor de câmp, Editura Agriș, București, 2001
- Secretele din spatele performanței (cu T. Marian), Editura Ceres, București, 2002
- Posibilități actuale de reducere a lucrărilor solului în tehnologiile culturilor de câmp, Editura Ceres, București, 2002
- Concepte și tendințe actuale de reducere a lucrării solului în tehnologiile lucrărilor de câmp (cu I. Picu), Editura Ceres, București, 2002
- Priorități ale cercetării științifice în domeniul culturilor de câmp, Editura Ceres, 2002
- Curs de Asistență și consultanță agricolă, USAMV București, 1996

## Premii și distincții
- Premiul Ion Ionescu de la Brad al Academiei Române, pentru lucrarea Calitatea lucrărilor agricole executate mecanizat (1990)
- Ordinul Meritul Științific (1986)

## Afilieri
- Membru titular, fondator al Academiei Oamenilor de Știință din România
- Membru corespondent al Academiei Române (din 2006)
- Secretar general al Academiei de Științe Agricole și Silvice (2002–2006)
- Membru al Academiei de Științe Agricole și Silvice
- Membru al Societății Naționale de Știință a Solului
- Membru al Organizației Internaționale pentru Cercetări în Domeniul Lucrărilor Solului (ISTRO)
- Membru al Asociației Internaționale a Consultanților Agricoli
- Membru al Societății Române pentru Studiul și Combaterea Buruienilor
- Membru al Societății de Istorie și Retrologie Agrară
- Vicepreședinte al Societății Inginerilor Agronomi din România (SIAR)

## Controverse
Gheorghe Sin a fost condamnat penal pentru fapte de corupție, fiind implicat în dosare legate de retrocedări ilegale.